# Rasa Ragulskytė-Markovienė
Rasa Ragulskytė-Markovienė (* 16. Oktober 1976 in Kaunas, Litauen) ist eine litauische Richterin, Umweltrechtlerin, Professorin am Lehrstuhl für  Verwaltungsrecht der Rechtsfakultät der Mykolo Romerio universitetas (MRU).

## Leben
Nach dem Abitur an der Mittelschule absolvierte Rasa Ragulskytė 1999 das Diplomstudium der Rechtswissenschaft an der Vilniaus universitetas und 2000 das Aufbaustudium (LL.M.) summa cum laude an der Humboldt-Universität zu Berlin. April 2005 promovierte sie an der Vilniaus universitetas zum Thema „Probleme der Angleichung des litauischen Umweltrechts an das Umweltrecht der EU am Beispiel der Umweltverträglichkeitsprüfung“ (lit. Lietuvos aplinkos teisės derinimo su Europos Sąjungos aplinkos teise problemos poveikio aplinkai vertinimo kontekste). Sie bekam Stipendien der Konrad-Adenauer-Stiftung und der Studienstiftung des Abgeordnetenhauses von Berlin,  von 2003 bis Juli 2003 ein Forschungsstipendium der Deutschen Bundesstiftung Umwelt an der Universität Rostock (Lehrstuhl für Staats- und Verwaltungsrecht, Umweltrecht und Öffentliches Wirtschaftsrecht, Betreuer: Detlef Czybulka). Mit dem Internationalen Parlaments-Stipendium machte die das Praktikum im Deutschen Bundestag.
Von April bis Mai 2000 arbeitete sie als Juristin bei Akcinė bendrovė „Turto bankas“, 
von 2001 bis  2007 Richtergehilfin am Lietuvos Respublikos Konstitucinis Teismas. Von Juli 2007 bis April 2021 war sie Richterin im Bezirksverwaltungsgericht Vilnius. Seit April 2021 ist sie Richterin im Obersten Verwaltungsgericht LVAT.
Seit Oktober 2000 lehrt sie am Lehrstuhl für Verfassungs- und Verwaltungsrecht der Rechtsfakultät der Vilniaus universitetas. 
Seit 2012 ist sie Professorin am Lehrstuhl  für Verwaltungsrecht und Verwaltungsprozess der Rechtsfakultät der Mykolo Romerio universitetas.
Sie ist verheiratet mit dem Rechtsanwalt Paulius Markovas, LL.M. (Frankfurt), der auch einen deutschen Magister-Abschluss im Postgraduiertenstudiengang hat. In der Familie gibt es einen Sohn und eine Tochter.

## Bibliographie
- Umweltrecht: Angleichung des litauischen Umweltrechts an die Vorgaben der EU. Monographie (erschien Dezember 2005).